# Чемпіонат Львівської області з футболу 2009
Чемпіонат Львівської області з футболу 2009 — змагання футбольних клубів Львівської області, проведене 2009 року в чотирьох лігах: прем'єр-ліга, перша ліга, друга ліга та третя ліга. Переможець прем'єр-ліги — «Карпати» (Кам'янка-Бузька).

## Прем'єр-ліга
Турнір розпочався 4 квітня, а завершився 25 жовтня.
| М   | Клуб                          | Пм | Н | Пр | М'ячі | О  |
| --- | ----------------------------- | -- | - | -- | ----- | -- |
| 1.  | «Карпати» (Кам'янка-Бузька)   | 13 | 2 | 3  | 35-12 | 41 |
| 2.  | «Шахтар» (Червоноград)        | 11 | 5 | 2  | 30-12 | 38 |
| 3.  | «Галичина» (Дрогобич)         | 12 | 2 | 4  | 40-19 | 38 |
| 4.  | «Сокіл» (Золочів)             | 9  | 4 | 5  | 39-25 | 31 |
| 5.  | ФК «Миколаїв»                 | 6  | 6 | 6  | 24-22 | 24 |
| 6.  | СКК «Пісочна»                 | 6  | 4 | 8  | 25-31 | 22 |
| 7.  | «Газовик-Хуртовина» (Комарно) | 5  | 4 | 9  | 26-38 | 19 |
| 8.  | ФК «Пустомити»                | 3  | 5 | 10 | 17-26 | 14 |
| 9.  | «Гірник» (Соснівка)           | 4  | 1 | 13 | 21-47 | 13 |
| 10. | «Скала» (Стрий)*              | 4  | 1 | 13 | 11-36 | 13 |

* «Скала» (Стрий) знялася після 1-го кола (9 ігор), оскільки клуб розпочав змагання у другій лізі чемпіонату України 2009/10. У 9 іграх другого кола клубу зараховано технічні поразки (0:3), ці м'ячі не враховано у турнірній таблиці.
Найкращі бомбардири:
| М    | Гравець             | Клуб       | М'ячі |
| ---- | ------------------- | ---------- | ----- |
| 1.   | Володимир Підкіпняк | «Шахтар»   | 11    |
| 2-3. | Віктор Коссак       | «Миколаїв» | по 10 |
| 2-3. | Василь Коропецький  | «Сокіл»    | по 10 |

## Перша ліга
| М   | Клуб                      | Пм | Н | Пр | М'ячі | О  |
| --- | ------------------------- | -- | - | -- | ----- | -- |
| 1.  | «Нафтуся» (Східниця)      | 16 | 4 | 2  | 60-21 | 52 |
| 2.  | «Кар'єр» (Торчиновичі)    | 14 | 4 | 4  | 46-23 | 46 |
| 3.  | «Вишня» (Судова Вишня)    | 14 | 3 | 5  | 47-18 | 45 |
| 4.  | ФК «Самбір»               | 14 | 3 | 5  | 43-23 | 45 |
| 5.  | ФК «Куликів»              | 14 | 2 | 6  | 44-23 | 44 |
| 6.  | ФК «Новояворівськ»        | 10 | 2 | 10 | 28-26 | 32 |
| 7.  | ФК «Городок»              | 7  | 5 | 10 | 26-31 | 26 |
| 8.  | «Богун» (Броди)           | 7  | 4 | 11 | 19-30 | 25 |
| 9.  | «Локомотив» (Рава-Руська) | 8  | 0 | 14 | 40-56 | 24 |
| 10. | «Енергетик» (Добротвір)   | 4  | 2 | 16 | 17-51 | 14 |
| 11. | ФК «Жидачів»              | 4  | 2 | 16 | 22-58 | 14 |
| 12. | ФК «Сокаль»               | 4  | 1 | 17 | 16-48 | 13 |

Найкращі бомбардири:
| М  | Гравець            | Клуб      | М'ячі |
| -- | ------------------ | --------- | ----- |
| 1. | Юрій Борис         | «Самбір»  | 22    |
| 2. | Роман Манорик      | «Кар'єр»  | 21    |
| 3. | Олександр Тимчишин | «Куликів» | 13    |